# April 2009
| April 2009 |
| Månader under 2009: Januari · Februari · Mars · April · Maj · Juni · Juli · Augusti · September · Oktober · November · December ← December 2008 · Januari 2010 → |

## Händelser
- 1 april
  - IPRED-lagen träder i kraft i Sverige.
  - Albanien och Kroatien blir medlemmar i försvarsalliansen Nato.
- 5 april - I Danmark avgår statsminister Anders Fogh Rasmussen efter att ha utses till Natos nye generalsekreterare. Lars Løkke Rasmussen tillträder som ny  dansk statsminister.
- 17 april - I Sverige faller Stockholms tingsrätts dom mot de fyra åtalade i Pirate Bayrättegången.
- 25 april - Island går till alltingsval, där koalitionsregeringen bestående av socialdemokraterna och Vänsterpartiet - de gröna sitter kvar.
- Under april kommer de första rapporterna från Mexiko om en ny influensa. Senare säger man att de första fallen kom redan i januari.[1]